# Kulanu (partido político)
Kulanu (en hebreo: כולנו) (en español: Todos Nosotros) era un partido político de Israel, que pertenecía al centro político. El partido se centraba en resolver los problemas económicos, como reducir el coste de la vida, proteger a los consumidores, y desarrollar el estado del bienestar para la clase media israelí.

## Historia
El partido fue fundado en noviembre de 2014 por el exmiembro del Likud y exministro de comunicaciones y bienestar, Moshé Kahlón. Antes de las elecciones parlamentarias de 2015, las encuestas predijeron que Kulanu obtendría 24 escaños en una lista electoral conjunta con el partido Yesh Atid, la tercera fuerza política después del Likud y del Partido Laborista. Finalmente, Kulanu y Yesh Atid no fueron juntos a las elecciones. El Primer ministro Benjamín Netanyahu del Likud le ofreció a Moshé Kahlón el cargo de ministro de finanzas si se reincorporaba al Likud, pero Kahlón rechazó el puesto.  
En las elecciones parlamentarias nacionales del 17 de marzo de 2015, Kulanu alcanzó los 10 escaños. En las siguientes semanas, el Likud de Netanyahu, el partido Judaísmo Unido de la Torá y Kulanu comenzaron las negociaciones para formar un gobierno de coalición, las negociaciones finalizaron a finales de abril de 2015. Al unirse también a la coalición, el partido Shas y La Casa Judía tenían una escasa mayoría de 61 escaños en la Knéset. Con esta misma mayoría, la Knéset ratificó al gobierno formado por estos mismos partidos el 14 de mayo de 2015. Kulanu nombró a dos ministros: Moshé Kahlón se convirtió en el ministro de Finanzas, y Yoav Galant se hizo cargo del Ministerio de Construcción.

## Posiciones políticas
Políticamente, Kulanu se encontraba entre el Likud y el Partido Laborista. La preocupación central del partido era reducir el coste de la vida en Israel. Kulanu pertenecía al centro político y compartía sus objetivos con el partido político centrista Yesh Atid. Con respecto a la resolución del conflicto palestino-israelí, Moshé Kahlón declaró antes de las elecciones parlamentarias de 2015 que él no veía posibilidades de alcanzar un acuerdo de paz con los palestinos en un futuro previsible, y por lo tanto aprobaba la construcción de más asentamientos israelíes en el Área de Judea y Samaria. Kulanu consideraba que Israel actualmente no tiene un socio para llevar a cabo las negociaciones de paz. Los palestinos deben reconocer a Eretz Israel como un estado judío y democrático, aceptar que Jerusalén es la capital eterna e indivisible del pueblo judío, abandonar el derecho al retorno de los refugiados palestinos, y por último deben abandonar la idea de regresar a las fronteras de 1967.

## Resultados electorales
|  | 7.49 % |

|  | 3.5 % |